# Régiment de Vierzet
Pour le régiment de Vierzet au service de l'Autriche, voir 58e régiment d'infanterie (Autriche-Hongrie).
Le régiment de Vierzet est un régiment d’infanterie liégeois du royaume de France créé en 1757.

## Création et différentes dénominations
- 25 mars 1757[1] : création du régiment de Vierzet
- 25 novembre 1762 : transfert au service de l'Autriche (futur 58e régiment d'infanterie (sl)).

## Équipement

### Drapeaux

Drapeau d’ordonnance
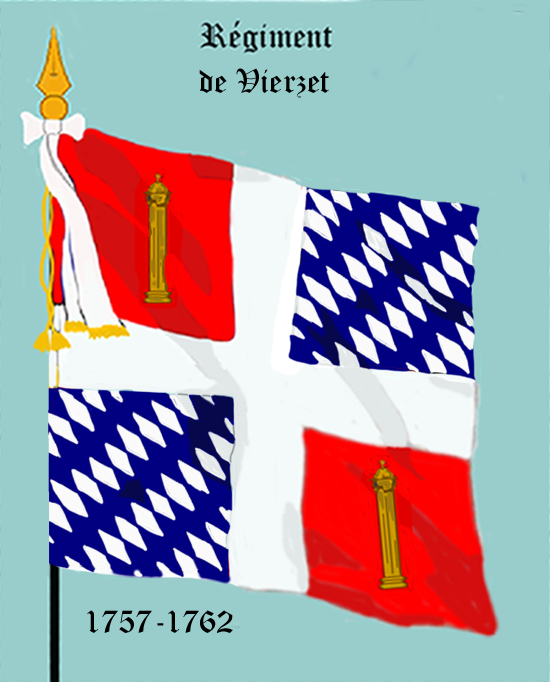
régiment de Vierzet de 1757 à 1762

### Habillement
Habit, veste, culotte et doublure blanches, parements et revers bleus, boutons jaunes, sept sur chaque revers, quatre sur la manche, quatre sous le revers du côté droit seulement, et quatre sur la poche qui est en travers, chapeau bordé d’or.

## Historique

### Colonels et mestres de camp
- 1757 : baron de Vierzet, brigadier le 20 février 1761
- 1758 : baron Georges Michel Vietinghoff

### Composition
Le régiment est organisé à sa création en 2 bataillons de 8 compagnies de 85 hommes.

### Garnison
Le 1er août 1757, il est en garnison à Givet.